# Distrito de Sirmia
El Distrito de Sirmia (serbio: Сремски округ, Sremski okrug), es un distrito del noroeste de Serbia. Se encuentra en la región de Sirmia, en la Provincia Autónoma de Voivodina. Tiene una población de 309.981. Su capital es la ciudad de Sremska Mitrovica.

## Nombre
En serbio, el Distrito es conocido como Sremski okrug (Сремски округ), en croata como Srijemski okrug, en húngaro como Szerémségi Körzet, en eslovaco como Sriemski okres, en rusino como Сримски окрух, y en rumano como Districtul Srem.

## Municipios

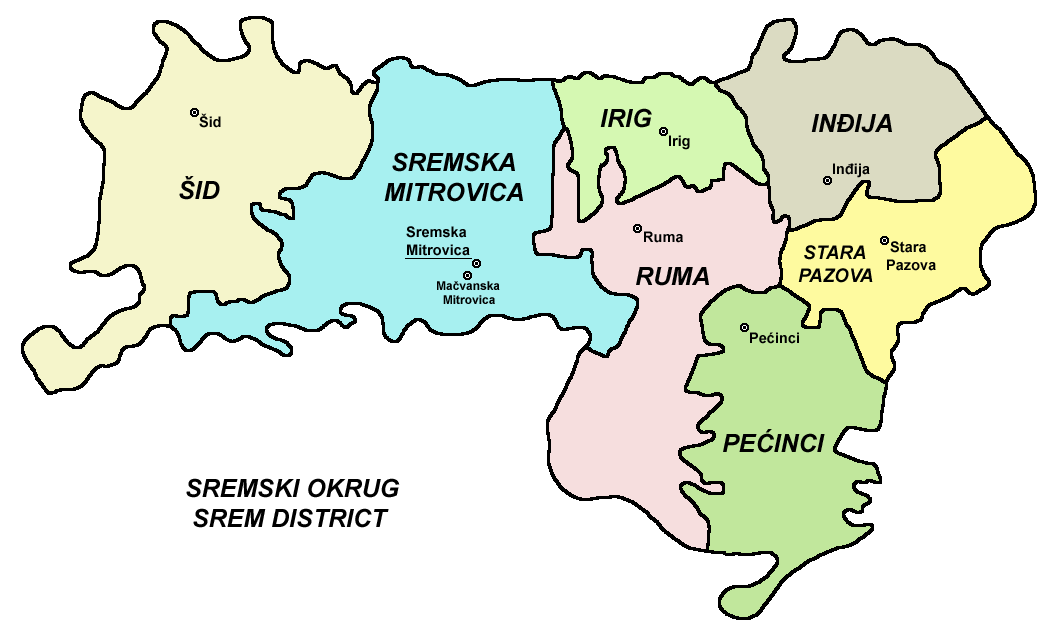
Municipios del Distrito de Sirmia.

Los municipios son:
- Inđija
- Irig
- Pećinci
- Ruma
- Stara Pazova
- Sremska Mitrovica
- Šid

## Ciudadanos destacados
- Branislav Ivanović, capitán actual de la selección de fútbol de Serbia
- Miroslav Raduljica, jugador de baloncesto, medallista en los Juegos Olímpicos de 2016 y en la Copa del Mundo de Baloncesto FIBA 2014.
- Sava Šumanović, es considerado uno de los pintores serbios más importantes del siglo XX.[1]